# 受動輸送
受動輸送 (じゅどうゆそう、英: Passive Transport) とは物質の濃度差を駆動力とする膜輸送である。輸送方向は濃度勾配に逆らわず、輸送に際してアデノシン三リン酸 (ATP) から供給されるエネルギーを必要としないのが特徴である。また、輸送速度は濃度勾配に比例する。受動輸送は単純拡散（受動拡散）、促進拡散、ろ過及び浸透の4つの形式に分類される。

## 単純拡散（受動拡散）

細胞膜における受動拡散。

拡散は物質が高濃度に集積する場所から低濃度な場所へと自発的に移動する現象である。ここでいう物質とは分子やイオンなどのことであり、様々なものがあてはまる。これらの物質は常温において絶えず運動をしており、物質は高濃度側及び低濃度側を行き交っている。この運動により物質の濃度差が中和される。この現象を単純拡散 (Simple Diffusion)、または受動拡散という。この拡散によって乱雑さを示すエントロピーは増大し、ギブスエネルギーは減少するため系全体として安定化する。単純拡散の輸送速度はフィックの法則により導かれる。輸送体を介さない輸送方法であるため、物質が高濃度になっても輸送速度には影響が認められない。
単純拡散はさらに溶解拡散と制限拡散に分類される。
溶解拡散
脂質二重層からなる生体膜に到達した物質は膜内へ入り込むと拡散現象を生じ、やがて膜の反対側から放出される。この現象を溶解拡散と呼び、脂質膜を物質が透過することから脂質経路とも呼ばれる。溶解拡散は脂質膜を透過するため脂溶性の分子がターゲットとなる。
制限拡散
生体膜のチャネル蛋白質(細孔)を介して拡散する経路。溶解拡散では生体膜を透過できない水溶性の分子がこの経路を利用する。細孔経路とも呼ばれる。当然のことであるが、細孔のサイズよりも大きな分子は制限拡散による透過は不可能である。具体的には球状の分子で分子量約150程度、鎖状の分子で約400程度まで透過可能であるとされている。また、生体膜は負に荷電しているため、陰イオンは電気的な反発力を受け透過しにくい。
また、受動拡散の考え方の1つにpH分配仮説と呼ばれるものがある。薬物は体内で分子型(非解離型)とイオン型(解離型)の平衡状態にあり、一般に分子型が脂溶性、イオン型が水溶性である。pH分配仮説はイオン型の状態にある薬物は細胞膜を透過できないとする仮説である。よって、薬物の分配・吸収にはpHが大きく関与していると考えられている。

## 促進拡散

細胞膜における促進拡散。促進拡散は輸送体を介する。

脂溶性の分子は溶解拡散によって生体膜を容易に透過できるが、一方で水溶性の分子はそれが困難である。そこで生体膜に存在する輸送体を介してこれらの分子は極性分子の輸送を促進する機構が存在し、促進拡散 (Facilitated Diffusion) と呼ばれている。促進拡散によって輸送される物質群の代表例として糖やアミノ酸などが挙げられる。赤血球膜におけるD-グルコースの取り込みはよく知られている。これらの分子は水溶性であり、生体膜の細孔を透過するには大きすぎるため促進拡散が最も適した経路ということになる。また、促進拡散は輸送体を介するため、高濃度になると飽和現象が認められる。輸送速度はミカエリス・メンテン式に依存する。

## ろ過

ろ過の模式図

ろ過 (Filtraion) は血圧により水分と溶質が血管外へ漏出する現象である。どのような溶質が漏出するかは血管壁の穴のサイズに依存する。腎臓のボウマン嚢では非常に穴が小さく、健常人では血中蛋白質のなかでも分子量が小さいアルブミンでさえほとんど通ることができない。一方、肝臓では穴が大きくあらゆる蛋白質が通り抜け可能である。

## 浸透

赤血球と浸透

植物細胞と浸透

生体膜は水分子などの低分子は自由に透過できるが蛋白質などの高分子量物質は透過不能である。細胞内外の溶質の濃度差により水の移動が生じ、この現象を浸透 (Osmosis) と呼ぶ。水の生体膜浸透により細胞内外の浸透圧は一定に保たれているが、何らかの要因によって浸透圧が変化することがある。基本的に水分子は浸透圧が低い方から高い方へと移動するため、高張溶液中では水分子が細胞外へ移動する。植物細胞では原形質分離が生じる。一方、浸透圧が低くなると水分子が細胞内へ移動するため動物細胞においては細胞破裂を生じる。生理食塩水などの等張溶液中では細胞内外を移動する水の量が等しいため細胞は見かけ上変化が見られない。